# Emmendingen
Emmendingen est une ville du Land allemand de Bade-Wurtemberg, dans l'arrondissement d'Emmendingen.

## Géographie
La ville est située dans le Brisgau, entre la Forêt-Noire et le massif du Kaiserstuhl. À l'ouest d'Emmendingen s'écoule la rivière Elz.

## Histoire
| Appartenances historiques Margraviat de Bade 1112–1190 Margraviat de Bade-Hachberg 1190-1415 Margraviat de Bade 1415–1535 Margraviat de Bade-Durlach 1535–1771 Margraviat de Bade 1771–1803 Électorat de Bade 1803–1806 Grand-duché de Bade 1806–1871 Empire allemand 1871–1918 République de Weimar 1918–1933 Reich allemand 1933–1945 Allemagne occupée 1945–1949 Allemagne de l'Ouest 1949–1990 Allemagne 1990–présent |

## Musée
Le Musée juif d'Emmendingen (inauguré en 1997) décrit l'histoire et la culture des juifs de la ville.

## Évolution démographique
| Année      | 1812 | 1830 | 1900 | 1939 | 1950  | 1961  | 1980  | 1995  | 2005  |
| ---------- | ---- | ---- | ---- | ---- | ----- | ----- | ----- | ----- | ----- |
| Population | 1399 | 1849 | 4317 | 9893 | 10317 | 13256 | 24740 | 24796 | 26127 |

## Quartiers
Quartiers proches du centre-ville :
- Niederemmendingen
- Bürkle-Bleiche

Quartiers périphériques avec administration locale propre :
- Kollmarsreute
- Maleck
- Mundingen
- Wasser
- Windenreute

## Jumelages

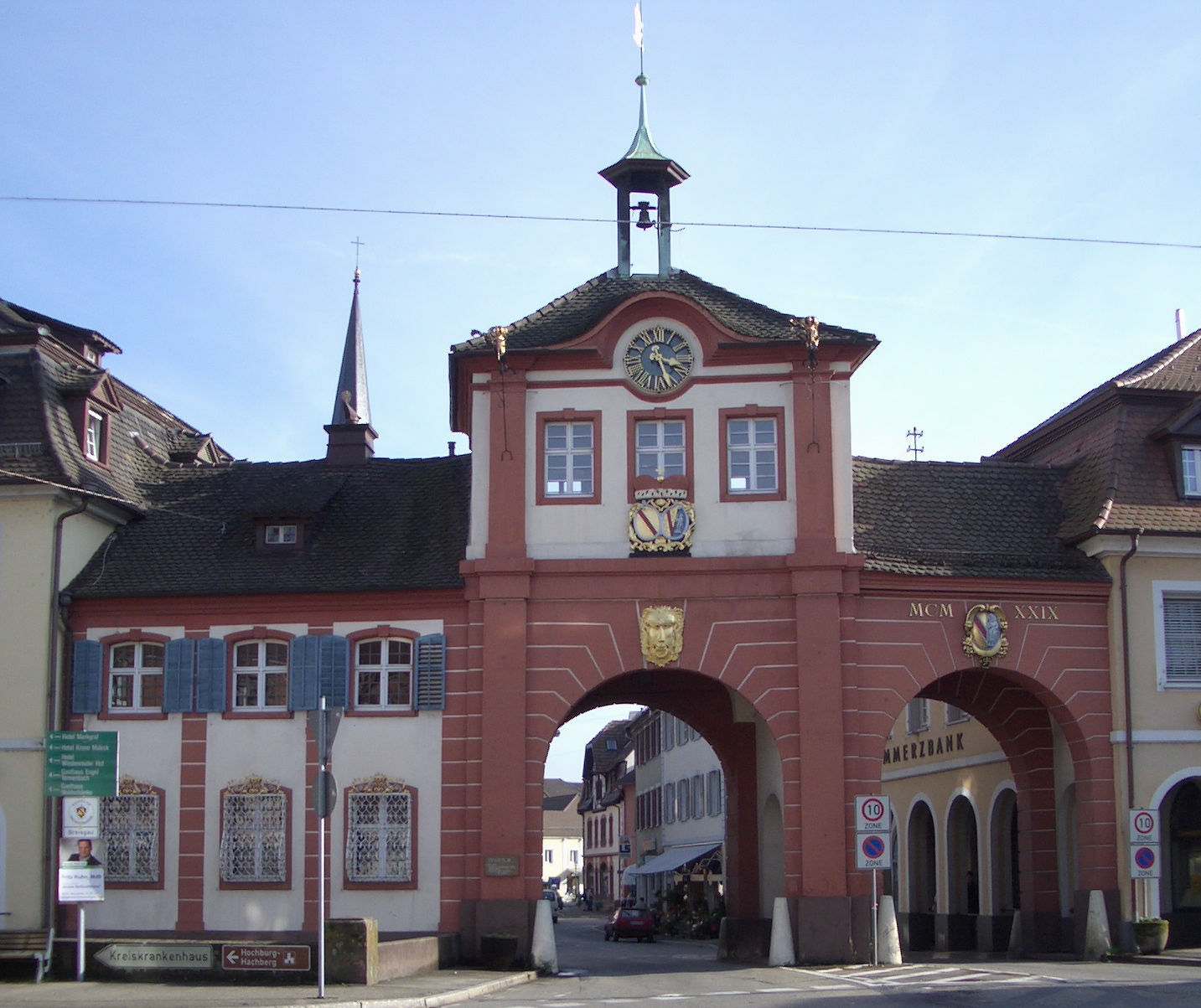
La porte baroque d'Emmendingen.

- Six-Fours-les-Plages (France) depuis 1978
- Newark-on-Trent (Royaume-Uni) depuis 1983
- Sandomierz (Pologne) depuis 1990

## Personnalités liées à la ville
- Karl Friedrich Meerwein (1737-1810), architecte et inventeur, un des pionniers de l'aviation, mort à Emmendingen.
- Ernst Weber (1895-1969), général né à Emmendingen.
- Jens Schöngarth (1998-), joueur de handball international né à Emmendingen.